# Józefów (gmina Dąbrówka)
Józefów – wieś w Polsce położona w województwie mazowieckim, w powiecie wołomińskim, w gminie Dąbrówka. Ma status sołectwa.
W latach 1954–1961 wieś należała i była siedzibą władz gromady Józefów, po zmianie siedziby i nazwy gromady, w gromadzie Kuligów. W latach 1975–1998 miejscowość należała administracyjnie do województwa ostrołęckiego.
2 maja 1988 r. ks. kard. Józef Glemp erygował w Józefowie parafię pod wezwaniem Miłosierdzia Bożego. W latach 1987–1992 został zbudowany kościół parafialny poświęcony 23 sierpnia 1992 r. przez ks bp Kazimierza Romaniuka.